# 300米步枪三姿
300公尺步槍三姿（300 metre rifle three positions）是國際射擊運動聯盟的一个射击项目。比赛规则和50米步枪三姿相似。
射手须严格按三种姿势的顺序（卧姿、立姿和跪姿），用每种姿势向距离300公尺的靶各发射40发子弹（女子20发子弹）。对于男射手，每种姿势的射击必须在限定时间内完成，卧姿在45分钟内，立姿在75分钟内，而跪姿则在60分钟内；而对于女射手，则只要求在总共135分钟的规定时间内完成三种姿势的射击。
比赛选手使用的子弹的直径不超过8mm，使用的步枪总重量不超过5.5千克。

300米步枪射击用靶

## 当前世界纪录
| 男子 | 个人赛 | 1184环 | 彼得·西迪（匈牙利）                                             | 2009年7月25日              | 克罗地亚奥西耶克            | 编辑 |
| 男子 | 团体赛 | 3517环 | 挪威（伯格、伯格-努森、沃伦）                                   | 2006年8月3日               | 克罗地亚萨格勒布            | 编辑 |
| 女子 | 个人赛 | 588环  | 夏洛特·雅各布森（丹麦） · 夏洛特·雅各布森（丹麦）               | 2002年7月12日 2006年8月3日 | 芬兰拉赫蒂 克罗地亚萨格勒布 | 编辑 |
| 女子 | 团体赛 | 1726环 | 丹麦（彼斯欧、汉森、雅各布森） · 瑞典（恩奎斯特、哈林、乌尔松） | 2002年7月12日              | 芬兰拉赫蒂 芬兰拉赫蒂       | 编辑 |